# Stövchen
Als Stövchen, seltener auch Stovchen, wird ein Untersatz bezeichnet, auf den eine Kaffee- oder Teekanne gestellt wird, um das Getränk warmzuhalten. In der Regel ist es aus Porzellan, Holz oder Metall gefertigt und hoch genug, um eine Wärmequelle, zum Beispiel ein Teelicht, darunter oder hinein stellen zu können. Es gibt auch Tassenstövchen, die kleiner als normale Stövchen sind und eine – meistens dazu passende – Tasse warm halten. Duftstövchen werden dagegen zur Freisetzung von ätherischen Ölen verwendet.

## Geschichte
Rechaudähnliche Schalen für glühende Torf- oder Holzkohlestücke, die zum Anzünden von Pfeifen in geselligen Männerrunden bereitgehalten wurden, wurden im 17. Jahrhundert häufig aus Ton hergestellt, im 18. Jahrhundert findet man sie, als „Rauch-Comfort“ bezeichnet, vereinzelt auch aus Silber. Aus der Zeit um 1700 ist in Bremen ein „komfortje“ als ein Dreifuß, auf dem rasch Würzwein erwärmt werden konnte, literarisch überliefert.
Im späten 18. und im 19. Jahrhundert wurde es üblich, dass zu Gelegenheiten, bei denen in Gesellschaft Tee getrunken wurde, auf dem Tisch das Getränk in einer Teemaschine, einer Dröppelminna oder Kranenkanne zur Verfügung der Gäste stand, oder auch nur heißes Wasser, um den oft als Konzentrat servierten Tee zu verdünnen. Sie waren oft so geformt, dass man einen kleinen Brenner unterschieben konnte. 

Daneben wurden um 1800 zylindrische, durchbrochen gearbeitete Stövchen aus Metallblech („Tee-Comforts“) als Untersatz für die Tee- oder Kaffeekanne modern, in den eine Kohleschale eingesetzt wurde. Es gab sie als kleine Tischgeräte, oft aus kunstvoll durchbrochener Messingarbeit, oder als größere runde Öfchen, die auf dem Boden standen.

### Etymologie und begriffliche Abgrenzung
Das Wort ist eine Verkleinerungsform zu niederdeutsch Stove mit der Bedeutung „heizbarer Raum, Darre, oder Kieke“. Dem entspricht standarddeutsch Stube. Das englische stove bedeutet „Ofen, Herd“.
Ein historisches Gerät ähnlicher Funktionsweise ist die hölzerne, kastenförmige Feuerkieke von etwas größerem Format, die mit Holzkohle beheizt und auf den Boden gestellt wird, damit die Frauen ihre Füße zum Wärmen darauf stellen konnten. Allerdings wurden und werden nicht jederzeit und überall „Stövchen“ und „Kieke“ sprachlich und funktionell streng auseinandergehalten. 

Das Rechaud dagegen ist ein reines Tischgerät, früher mit Kohle, heute mit flüssigem Brennstoff betrieben und eher für Speisen als für Getränke bestimmt.

Auswahl
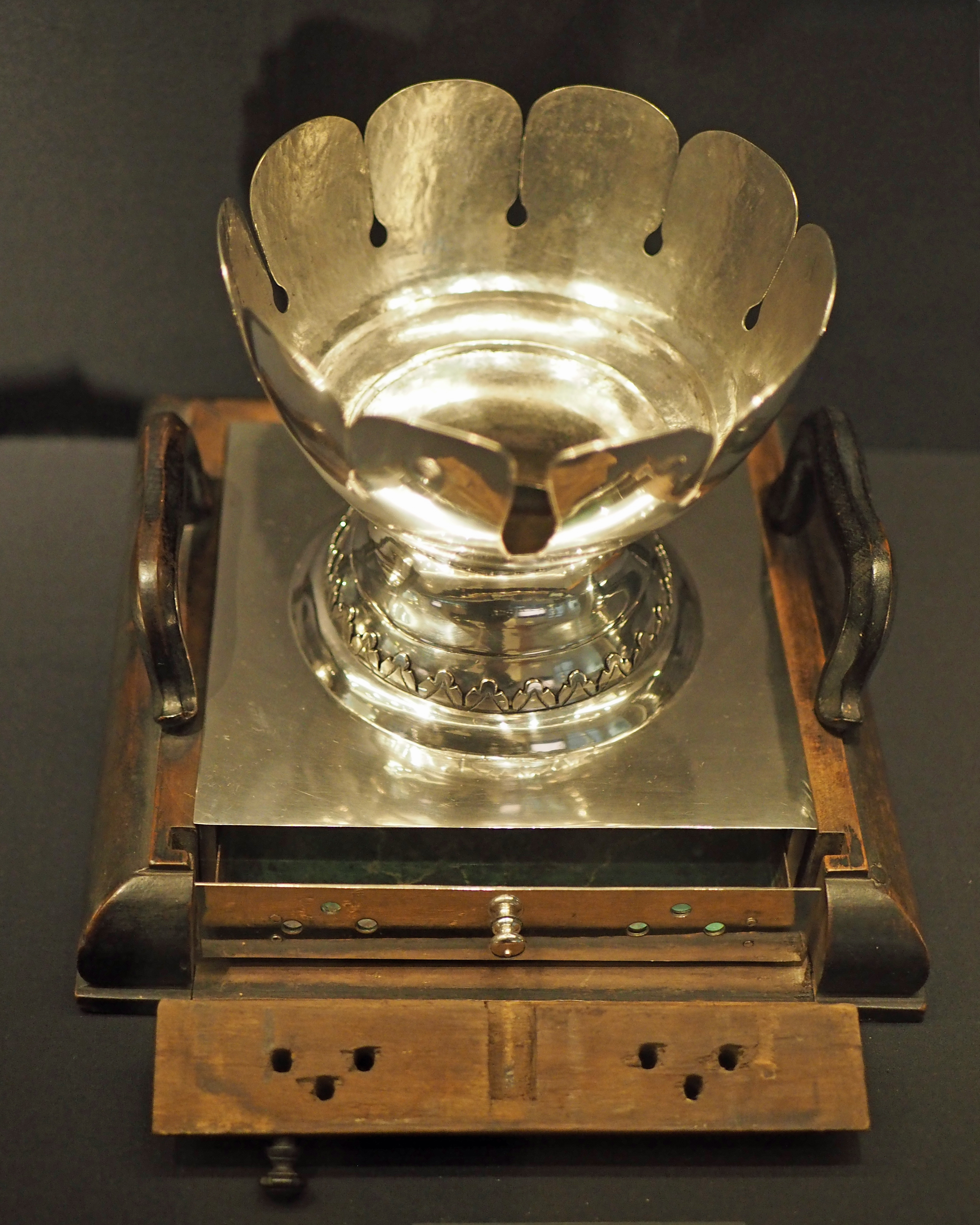
Silbernes Stövchen (um 1780), Residenzmuseum im Celler Schloss
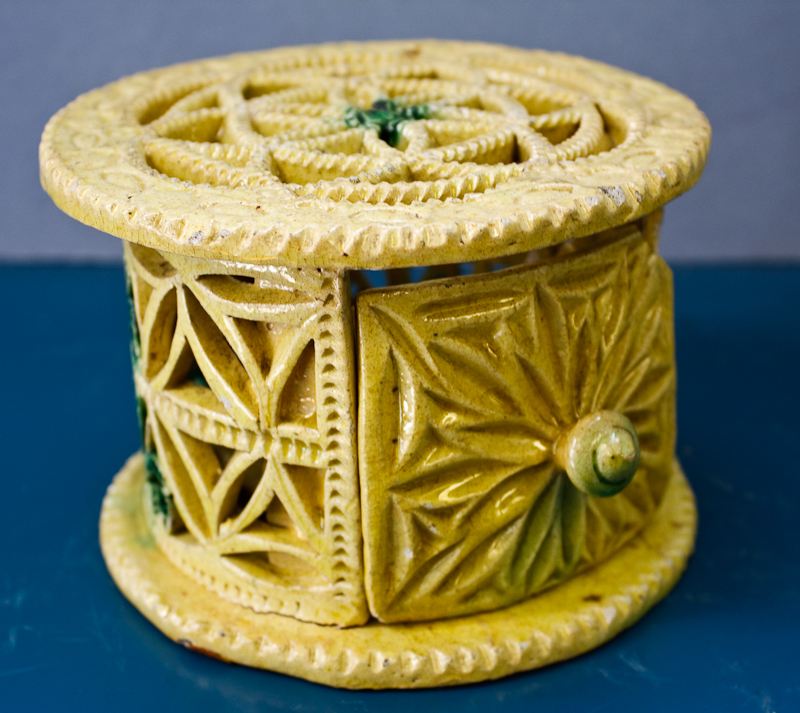
Stövchen aus Keramik, 1843, Harlinger Aardewerkmuseum
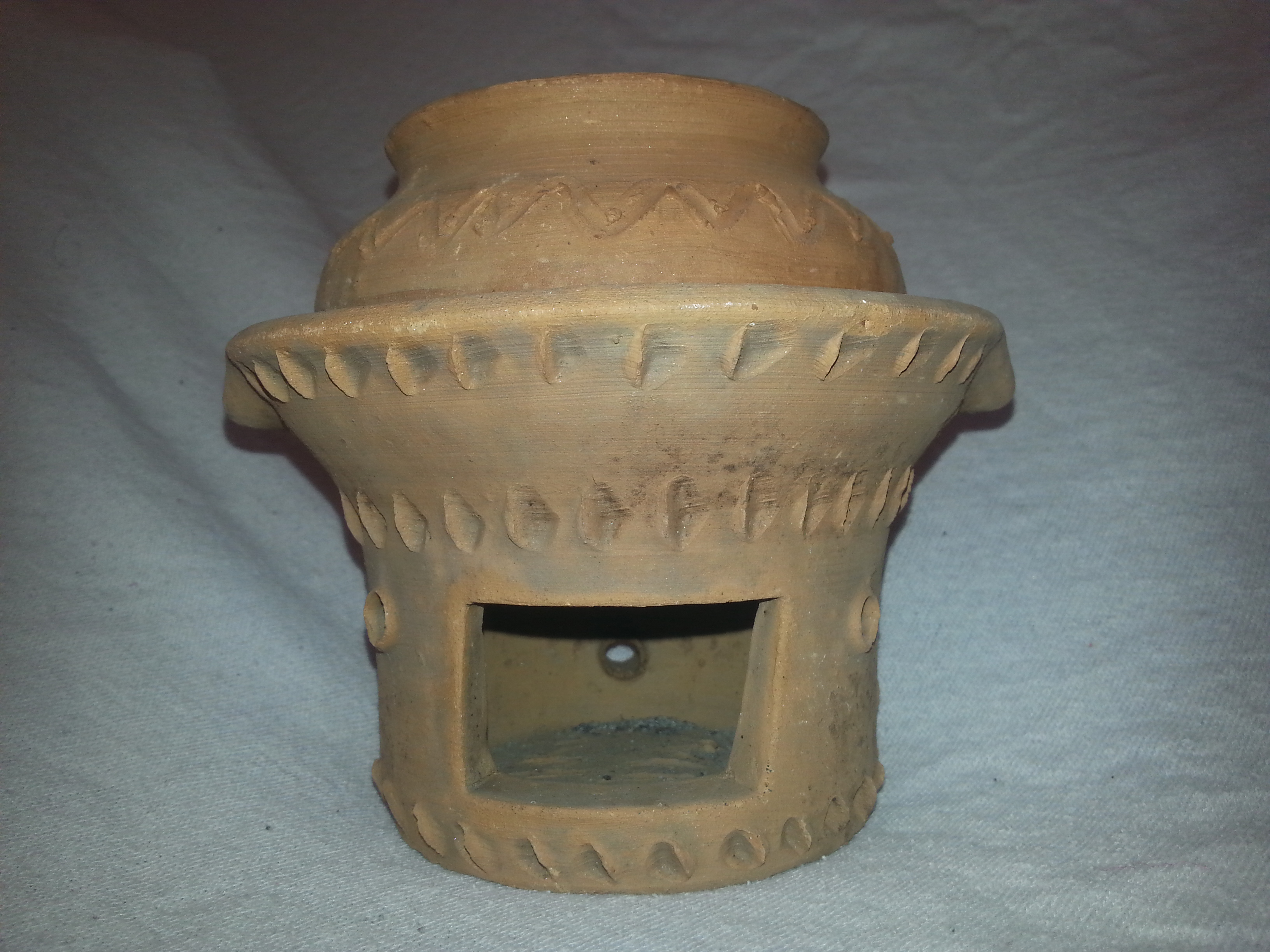
Stövchen aus Veli Iž, Kroatien
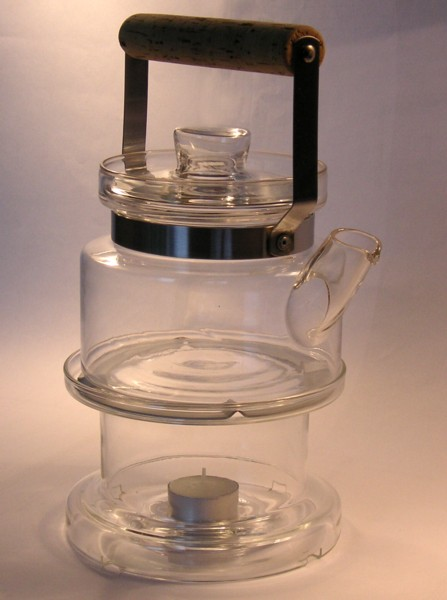
Teekanne und Stövchen aus Glas mit sichtbarem Teelicht
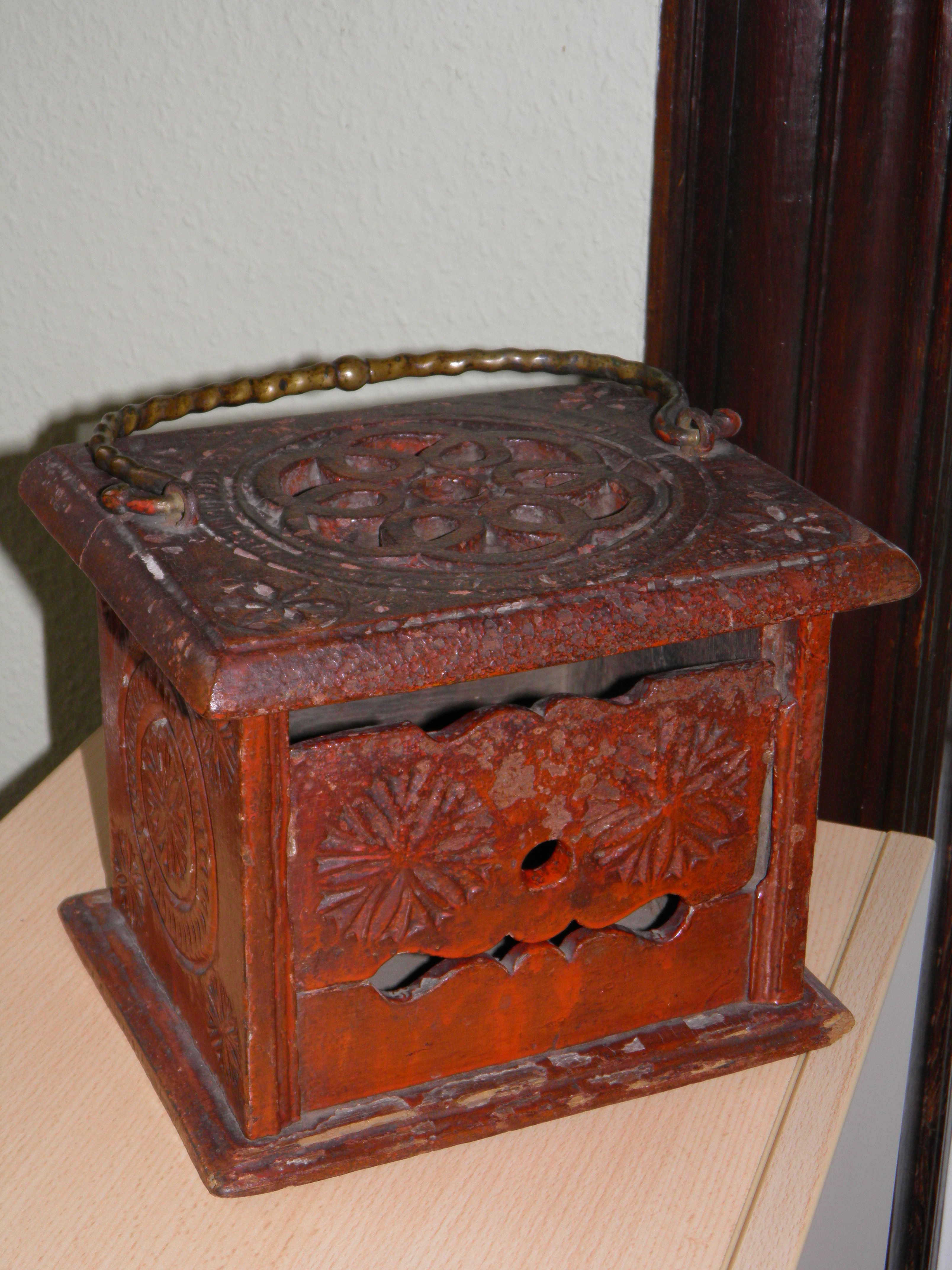
Bäuerliche Feuerkieke
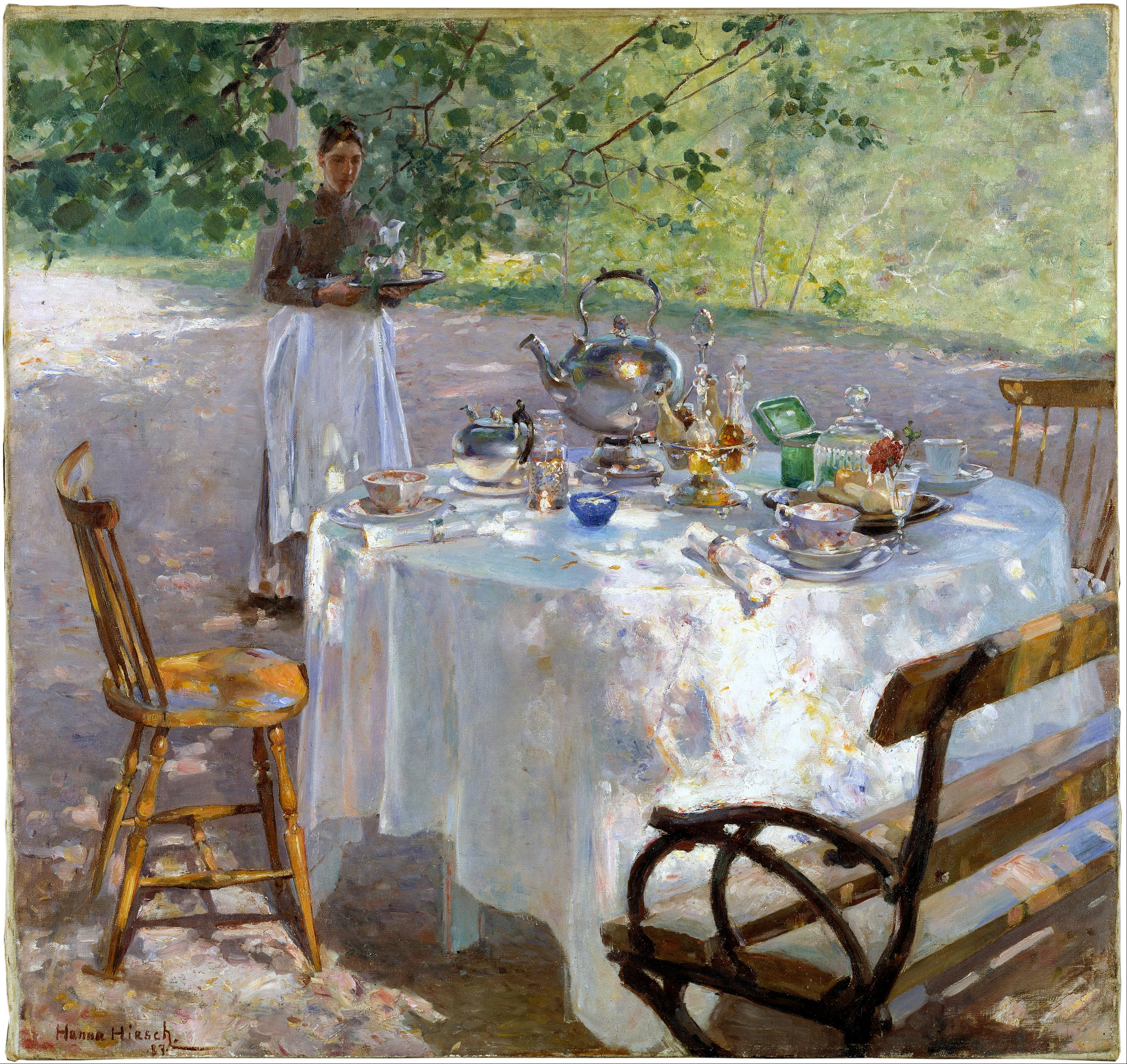
Frühstück von Hanna Pauli (1887)